# Backenbremse
Die Backenbremse ist eine mechanische Bremse, bei der eine sich drehende Welle durch angedrückte Bremsbacken abgegebremst wird.
Man kann dabei die Bremsbacken direkt von außen auf die Welle oder ein Rad auf der Welle  wirken lassen (wie bei Kutschen), oder von innen auf eine Bremstrommel, dann als Trommelbremse bezeichnet.
Heute werden meist zwei gegenüberliegende Bremsklötze angepresst. Diese Bauform hat den Vorteil, dass auf die Welle keine Biegemomente belastet wird.
Aufgrund der Backenführung unterscheidet man grundsätzlich drei Bauformen:
- Die Backenbremse mit starr an den Bremshebeln befestigten Backen wird nur bei kleinen Bremskräften und aus Kostengründen eingesetzt. Der Grund dafür ist, dass die Bremsbacken die Trommel nicht mit der ganzen Fläche berühren und somit kein gleichmäßiges Bremsen möglich ist. Es kann sogar zu einem Verkanten der Bremsbacken kommen.
- Die Backenbremse mit drehbar an den Bremshebeln gelagerten Backen hat den Vorteil, dass sich die Bremsbacken der Trommel anpassen, was Verkanten verhindert. Diese Bauform kommt am häufigsten zum Einsatz.
- Die beste, aber auch teuerste Ausführung ist die Backenbremse mit radial geführten Backen. Die Backen werden durch je zwei Führungen radial über die Bremshebel oder einzeln zur Bremstrommel geführt. Diese Bauform erzielt die besten Bremsleistungen, wird aber wegen des hohen Bauaufwands nur selten eingesetzt.

Die Bremse kann pneumatisch, hydraulisch, elektromotorisch, mechanisch oder elektromagnetisch betätigt werden. Sie kommt im Fahrzeugbau mit Druckluftbetätigung nur noch bei Schienenfahrzeugen als Klotzbremse zum Einsatz. Hauptanwendungsgebiet der Backenbremse ist im Kran- und Hubwerksbau als Betriebs- und Feststellbremse. Hier ist die Bremse aus Sicherheitsgründen im Ruhezustand und stromlosen Zustand immer geschlossen; nur im Betrieb werden die Bremsbacken durch so genannte Bremslüftgeräte „gelüftet“, also angehoben. Um eine dauerhafte Bremswirkung auch bei Ausfall der Energiezufuhr zu erzielen, erfolgt die Betätigung (das Schließen der Bremse) immer durch eine vorgespannte Druckfeder, da diese bei einem Bruch (im Gegensatz zur Zugfeder) nur die Kraft einer Steigung der Federwindung verliert und daher weiter Bremswirkung aufbringt, wenn auch in vermindertem Umfang.